# سالبادور بيرنال
سالبادور بيرنال هو صحفي فلبيني، ولد في 7 يناير 1945 في داغوبان في الفلبين، وتوفي في 26 أكتوبر 2011 في كيزون في الفلبين.